# Погост Сенно
Погост Сенно — один из древних русских погостов, находящийся на территории деревни Сенно в Новоизборской волости Печорского района Псковской области, в 8 км на северо-восток от Изборска, у посёлка Новый Изборск. В состав погоста входит церковь св. Георгия Победоносца (1562 г.), каменная звонница (конец XVI в.), ворота (вторая половина XVIII в.), южный придел церкви посвящён Св. Феодосию Черниговскому (конец XIX в.), довольно обширное действующее кладбище.

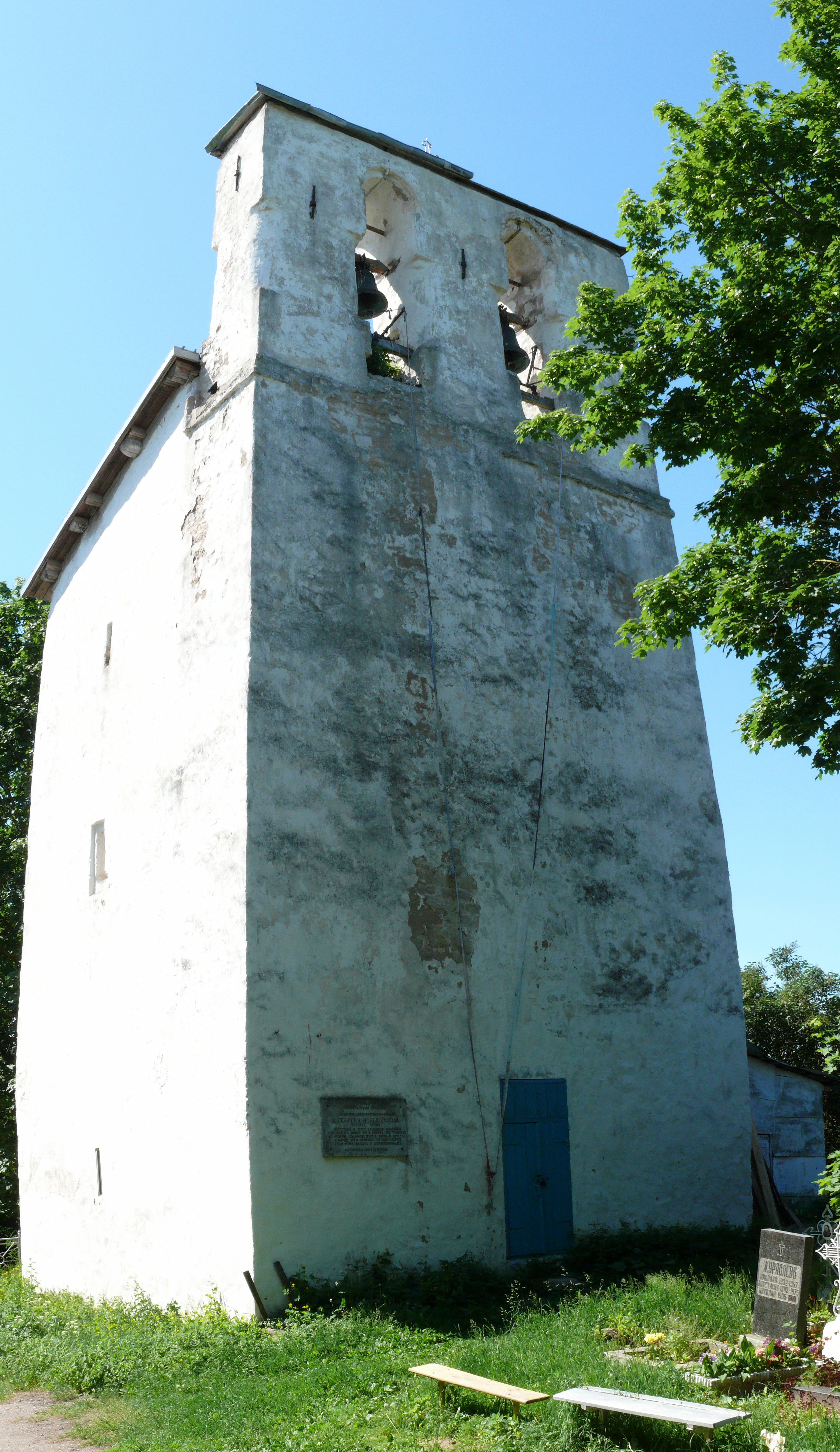
Звонница

## В искусстве
Каменные ворота погоста, построенные во второй половине XVIII века из местного известнякового плитняка и известные из-за необычной формы как «крылатые ворота», вдохновили Николая Рериха, в 1904 году изобразившего их на своей картине «Псковский погост». Погост Сенно изображён и на картине художника Владимира Овчинникова «Деревня Сенно» (1971).